# Rudawa (Klein-Polen)
Rudawa is een dorp in de Poolse woiwodschap Klein-Polen. De plaats maakt deel uit van de gemeente Zabierzów en telt 1500 inwoners.

## Verkeer en vervoer
- Station Rudawa